# Studio 24
Studio 24 är ett tv-program som sänds på vardagar i Sveriges Televisions digitala kanal 24. Programmet startade i augusti 2003 när 24:s dagsändningar gjordes om. Studio 24 hade tidigare varit ett program som sänds under varierande tider på dagtid under vinjetterna 24 Måndag, 24 Tisdag, 24 Onsdag, 24 Torsdag och 24 Fredag. Det nya programmet fick en bestämd sändningstid 17.05-18.00 och inriktades på intervjuer och debatter.
Våren 2004 startade två nya tv-program som en del av Studio 24. Dessa var Studio 24 Korseld, där en person blev utfrågad av två personer, samt Studio 24 Pressklubben, där journalister fick diskutera aktuella ämnen. Vid nystarten den 30 augusti 2004 fick Studio 24 en ny studio. Man flyttade ut från den stora studion varifrån bland annat Aktuellt och Rapport sänder och flyttade till en mindre studio som användes av 24 minuter tidigare.
Programledarna har skiftat. Vid starten hösten 2003 var Helena Dahlberg programledare tillsammans med Cecilia Gralde. Sedermera byttes Dahlberg och Gralde ut mot Alexander Norén och Rikard Palm. Norén efterträddes under våren 2005 av Sofie Ribbing. 
Dessutom har flera andra programledare figurerat tillfälligt i programmet, bland annat Fredrik Belfrage, Peter Dahlgren, Elisif Elvinsdotter, Marie-Caroline Biver, Ami Hedenborg, Anna Flemming och Filip Struwe.
I början av 2005 fick programmet en ny sändningstid och började sända mellan 18.15 och 19.00. Därmed har programmets sändningstid minskats från att ha sänt runt fem timmar om dagen till enbart 45 minuter.
Den 10 maj 2005 fick programmet för första gången besök av statsminister Göran Persson. Där kommenterade han borgerlighetens tågturné.
I juni 2006 meddelades det att Studio 24, tillsammans med Dokument Utifrån och Faktum, skulle läggas som en del av ett besparingsprogram inom SVT Nyheter & Samhälle under 2007.
Programmet repriseras nattetid och periodvis även under kvällstid.